# Ilija Borenović
Ilija Borenović (* 31. Dezember 1982 in Belgrad) ist ein ehemaliger serbischer Fußballspieler und heutiger -trainer.

## Karriere

### Spieler
Borenović spielte während seiner aktiven Laufbahn beim FC Lausanne-Sport, für den er in den späten 1990er-Jahren aktiv war, sowie bei weiteren Waadtländer Vereinen in unteren Ligen, darunter der FC Stade Lausanne-Ouchy und der FC Echallens.

### Trainer
Borenović war zunächst Trainer des unterklassigen FC Slavia Lausanne. Ab 2011 trainierte er die zweite Mannschaft des FC Echallens, bevor er im Sommer 2013 Co-Trainer der U-21-Nachwuchsauswahl des Kantons Waadt Team Vaud in der fünftklassigen 2. Liga interregional wurde. Zu Saisonende stieg die Mannschaft in die 1. Liga auf. Im Sommer 2014 übernahm Borenovic die U-16-Mannschaft des Team Vaud. Ab Sommer 2015 trainierte er das U-21-Team in der viertklassigen 1. Liga. Im April 2018 übernahm er nach der Entlassung von Fabio Celestini interimistisch den FC Lausanne-Sport. Die Mannschaft war zu diesem Zeitpunkt Tabellenletzter in der Super League. Borenović stand bei vier Ligaspielen an der Seitenlinie, ehe er an den letzten beiden Spieltagen als Co-Trainer unter Alex Weaver fungierte. Lausanne-Sport stieg schließlich direkt ab. Im Sommer 2018 kehrte der Serbe zur U-21-Mannschaft des Team Vaud zurück. Zur Spielzeit 2021/22 übernahm er erneut den FC Lausanne-Sport, der sich zuvor trotz des direkten Wiederaufstiegs in die Super League und des anschließenden Klassenerhalts von Giorgio Contini getrennt hatte. Nach einer Serie von fünf Niederlagen in Folge trennte sich der Klub auf dem vorletzten Tabellenplatz liegend Anfang Februar 2022 von ihm.